# Лещенков, Иван Геннадьевич
Иван Геннадьевич Лещенков (укр. Іван Геннадійович Лєщєнков, позывной — Фанат; 26 июля 1994, Луганская область — 14 июля 2022, Дубравное) — украинский военнослужащий, капитан, участник российско-украинской войны. Герой Украины (8 июля 2023, посмертно).

## Биография
Иван Лещенков родился в Луганской области. С юности был преданным болельщиком футбольного клуба «Заря», за что получил позывной «Фанат». Окончил Луганский железнодорожный колледж и Украинский государственный университет железнодорожного транспорта в Харькове, получив образование в сфере финансов.
В 2016 году начал службу в 93-й отдельной механизированной бригаде «Холодный Яр». С 2014 года принимал участие в АТО на востоке Украины. После начала полномасштабного вторжения России в 2022 году продолжил службу, освобождая населённые пункты Балаклейской и Барвенковской общин Изюмского района.
14 июля 2022 года капитан Лещенков погиб при выполнении боевого задания в районе села Дубравное Изюмского района Харьковской области, подорвавшись на противотанковой мине. Похоронен 18 июля 2022 года на Лесном кладбище в Киеве.

## Награды
- Звание «Герой Украины» с удостоением ордена «Золотая Звезда» (8 июля 2023, посмертно) — за личное мужество и героизм, проявленные в защите государственного суверенитета и территориальной целостности Украины, верность военной присяге[4].
- Орден «За мужество» III степени (16 апреля 2022, посмертно) — за личное мужество и самоотверженные действия, проявленные в защите государственного суверенитета и территориальной целостности Украины, верность военной присяге[5].

## Память
В честь капитана Ивана Лещенкова улицу Добролюбова в Запорожье, где с 2014 по 2022 год базировалась луганская «Заря», переименовали в улицу Фанатскую.